# Царица (тарот карта)
Царица (III) је трећи адут или карта Велике Аркане у традиционалним и окултним тарот шпиловима. Користи се у карташким играма, као и приликом гатања.

## Опис
Царица седи на престолу носећи круну са дванаест звезда, држећи жезло у једној руци. Жезло представља њену моћ над животом, њена круна има дванаест звезда које представљају доминацију над годином, а њен престо је усред поља жита, представљајући власт над стварима које расту. Царица је представа продуктивне подсвести, сејање идеја. Она представља оличење раста природног света, плодности и онога што се зна или верује из срца.

## Историја
Артур Едвард Вејт и други окултисти су додали звездану круну на њу, обележје Венере, водопад, вегетацију и дивље животиње. У историјским шпиловима, Царица седи на престолу, скоро увек држећи штит или куглу у једној руци и скиптар у другој. На штиту се обично налази орао, хералдичко обележје Светог римског царства.
Царицу може представљати Афродита, фигура из грчке митологије. Царица се повезује са картом Смрт, јер је повезана са циклусом живота, смрти и поновног рођења.

## Тумачење
Према Вејтовој књизи Сликовни кључ тарота из 1910. године, Царица је инфериорна (за разлику од  у природи супериорног) Рајски врт, "земаљски рај". Вејт је дефинише као Refugium Peccatorum — плодна мајка хиљада: „она је изнад свега универзална плодност и спољашњи смисао Речи, складиште свега што негује и одржава, и храни друге“.

Вејт пише да карта носи ових неколико пророчких асоцијација:
3. ЦАРИЦА. --Плодност, акција, иницијатива, дужина дана; непознато, тајно; а такође и тешкоћа, сумња, незнање. Обратно: Светлост, истина, расплет уплетених ствари, јавно радовање; према другом читању, колебање.